# 庞寨乡
庞寨乡，是中华人民共和国河南省新乡市卫辉市下辖的一个乡镇级行政单位。

## 行政区划
庞寨乡下辖以下地区：
小屯村、东崔庄村、梨园一村、梨园二村、梨园三村、庞寨村、东纸坊村、万户寨村、孙庄村、西夹堤村、东夹堤村、西柳位村和东柳位村。